# MLTR (album)
MLTR è il terzo album di raccolta del gruppo musicale danese Michael Learns to Rock, pubblicato il 10 maggio 1999.

## Tracce
Edizione scandinava
1. Strange Foreign Beauty – 4:46
2. Someday – 4:05
3. Sleeping Child – 3:30
4. Complicated Heart – 3:29
5. Something You Should Know – 3:43
6. That's Why (You Go Away) – 4:13
7. The Actor – 4:10
8. Wild Woman – 3:37
9. Breaking My Heart – 3:54
10. I'm Gonna Be Around – 3:45
11. I'm Gonna Come Back – 4:12
12. Romantic Balcony – 5:06
13. Out of the Blue – 4:04
14. Sleeping Child (special remix) – 3:57

Traccia bonus europea
1. 25 Minutes – 4:12

Strange Foreign Beauty
1. Strange Foreign Beauty – 4:46
2. Sleeping Child (special remix) – 3:57
3. The Actor ('99 remix) – 4:10
4. Complicated Heart ('99 remix) – 3:29
5. I'm Gonna Be Around (radio version) – 3:45
6. Something You Should Know – 3:43
7. That's Why (You Go Away) – 4:13
8. Forever And A Day – 3:18
9. Someday (versione lunga) – 4:05
10. Breaking My Heart (versione alternative) – 3:54
11. Time For Changes – 3:54
12. Nothing To Lose – 3:56
13. Romantic Balcony – 5:06